# 日本公園緑地協会
一般社団法人日本公園緑地協会（にほんこうえんりょくちきょうかい）は、国からの公園管理運営マネジメント（POSA）事業の受託事業を主たる事業収入とする公園緑地に関する事業を推進する団体。以前は国土交通省所管の社団法人であったが、公益法人制度改革に伴い一般社団法人へ移行した。

## 概要
旧建設省の外郭から1967に法人化し独立。事業内容等は協会のサイトに詳しくあるが、過去に公園関係の調査と計画、さらに大規模公園の設計の委託をおこなってきた。造園専門職が存在しない中小都市は、委託先の専門コンサルタントが台頭するまでは主に大学の造園学研究室か、往時の建設省内にあった公園緑地協会に委託していた。協会では設計委託ごとに学識経験者等からなる委員会を設けて担当者選定から設計方針について責任をもった。
協会が手がけた主な作品として、長崎県原爆記念公園及び記念運動場、呉羽山公園（富山県富山市）、あやめ公園（山形県長井市）、八橋公園（秋田県秋田市）、水城公園（埼玉県行田市）、指宿公園（鹿児島県指宿市）、呉市中央公園（広島県呉市）、豊公園（滋賀県長浜市）、渋川公園（岡山県玉野市）、五月山公園（大阪府池田市）、福井市西公園（福井県福井市）、佐賀市中央公園（佐賀県佐賀市）、下諏訪町運動公園（長野県諏訪郡下諏訪町）、福山市城址公園（広島県福山市）、寒河江公園（山形県寒河江市）、日和山公園（山形県酒田市）、沖縄海洋博覧会海浜公園（沖縄県国頭郡本部町）、空城山公園（広島県安芸郡府中町）、花巻市広域公園（岩手県花巻市）、生保内公園（秋田県仙北市）、海の中海浜公園（福岡県福岡市東区）、国営武蔵丘陵森林公園（埼玉県比企郡滑川町）などがある。